# حميط أليف الصخور
حميط أليف الصخور (الاسم العلمي:Tragia saxicola) هو نوع من النباتات يتبع جنس الحميط من الفصيلة الفربيونية.